# Lijst van voetbalinterlands China - Filipijnen
Deze lijst van voetbalinterlands is een overzicht van alle officiële voetbalwedstrijden tussen de nationale teams van China en Filipijnen. De landen speelden tot op heden twaalf keer tegen elkaar. De eerste ontmoeting, een wedstrijd tijdens de Verre Oosten Spelen 1925, werd gespeeld in Manilla op 16 mei 1925. Het laatste duel, een kwalificatiewedstrijd voor het Wereldkampioenschap voetbal 2022, vond plaats op 7 juni 2021 in Sharjah (Verenigde Arabische Emiraten).

## Wedstrijden
| №  | Plaats          | Datum            | Competitie                 | Wedstrijd          | Uitslag |
| -- | --------------- | ---------------- | -------------------------- | ------------------ | ------- |
| 1  | Manilla         | 16 mei 1925      | Verre Oosten Spelen 1925   | Filipijnen – China | 1 – 5   |
| 2  | Shanghai        | 27 augustus 1927 | Verre Oosten Spelen 1927   | China – Filipijnen | 3 – 1   |
| 3  | Tokio           | 25 mei 1930      | Verre Oosten Spelen 1930   | China − Filipijnen | 5 − 0   |
| 4  | Manilla         | 13 mei 1934      | Verre Oosten Spelen 1934   | Filipijnen − China | 0 − 2   |
| 5  | Manilla         | 25 december 1978 | Azië Cup 1980 kwalificatie | Filipijnen − China | 0 − 5   |
| 6  | Hongkong        | 1 februari 1996  | Azië Cup 1996 kwalificatie | Filipijnen − China | 0 − 7   |
| 7  | Ho Chi Minhstad | 23 januari 2000  | Azië Cup 2000 kwalificatie | China − Filipijnen | 8 − 0   |
| 8  | Guangzhou       | 7 juni 2017      | Vriendschappelijk          | China − Filipijnen | 8 − 1   |
| 9  | Abu Dhabi       | 11 januari 2019  | Azië Cup 2019              | Filipijnen − China | 0 − 3   |
| 10 | Guangzhou       | 7 juni 2019      | Vriendschappelijk          | China − Filipijnen | 2 − 0   |
| 11 | Bacolod         | 15 oktober 2019  | WK 2022 kwalificatie       | Filipijnen − China | 0 − 0   |
| 12 | Sharjah         | 7 juni 2021      | WK 2022 kwalificatie       | China − Filipijnen | 2 − 0   |

## Samenvatting
| Competitie            | Totaal gespeeld | Winst China | Gelijk | Winst Filipijnen | Doelsaldo China – Filipijnen |
| --------------------- | --------------- | ----------- | ------ | ---------------- | ---------------------------- |
| WK-kwalificatie       | 2               | 1           | 1      | 0                | 2 − 0                        |
| Azië Cup              | 1               | 1           | 0      | 0                | 3 − 0                        |
| Azië Cup-kwalificatie | 3               | 3           | 0      | 0                | 15 – 2                       |
| Verre Oosten Spelen   | 4               | 4           | 0      | 0                | 20 − 0                       |
| Vriendschappelijk     | 2               | 2           | 0      | 0                | 10 − 1                       |
| Totaal                | 12              | 11          | 1      | 0                | 50 – 3                       |

Wedstrijden bepaald door strafschoppen worden, in lijn met de FIFA, als een gelijkspel gerekend.

## Details

### Achtste ontmoeting
| Vriendschappelijk (Guangzhou, Volksrepubliek China, 7 juni 2017):                                                                                   |              | |
| China | 8 – 1        | Filipijnen |
| Ren Hang 4' Xiao Zhi 25' Yu Hanchao 43' Yu Hanchao 53' Yin Hongbo 56' Zhang Xizhe 68' Deng Hanwen 71' Deng Hanwen 89'                               | goals        | 32' Misagh Bahadoran |
| Marcello Lippi | bondscoach   | Thomas Dooley |
| Wang Dalei Wang Shenchao Jiang Zhipeng Ren Hang Zhao Mingjian 46' Yin Hongbo Wang Yongpo Huang Bowen 46' Hao Junmin 64' Yu Hanchao 46' Xiao Zhi 46' | opstellingen | Patrick Deyto 46' Amani Aguinaldo Daisuke Sato Iain Ramsay 62' Mike Ott Manuel Ott 22' James Younghusband Luke Woodland 46' Junior Muñoz Misagh Bahadoran 62' Phil Younghusband |
| Deng Hanwen 46' Wu Xi 46' Zhang Yuning 46' Wu Lei 46' Zhang Xizhe 64'                                                                               | wissels      | 22' Kevin Ingreso 46' Kenshiro Daniels 46' Camelo Tacusalme 62' Fitch Arboleda 62' Hikaru Minegishi                                                                             |